# Lluís Misón
Lluís Misón, Lluís Misson o Luis Misón (Mataró, 1727 - Madrid, 1766) fou un compositor i flautista català.
Ingressà a la capella reial de Madrid (1748) com a flautista i el 1756 en fou nomenat mestre de capella. L'any 1757 es va traduir al castellà l'obra Le cinese, llibret de Pietro Metastasio, el més famós dels llibretistes italians del segle xviii, i en va compondre la música.
El 1764 estrenà el seu intermezzo La festa cinese al Teatro del Buen Retiro. Impulsà la creació de la tonadilla escènica, i li donà la forma ternària, que fou l'habitual durant un llarg període. Són molt característiques les seves tonadillas Una mesonera y un arriero (1757) i Los ciegos (1758). El musicòleg José Subirá va catalogar 100 tonadillas en la Biblioteca Històrica Municipal de Madrid, de les quals en va transcriure dues. Misón en componia la música i n'escrivia el text. Se sap a més que va compondre més de deu entremesos i un nombre similar de sainets, a més de sarsueles.
També va compondre dotze sonates per a flauta, viola i baix continu, que va dedicar al Duc d'Alba. Es trobaven en l'Arxiu de la Casa d'Alba, excepte la partitures de la viola.
El poeta espanyol Samaniego va immortalitzar-lo en la seua faula El tordo flautista.